# 요셉 용건

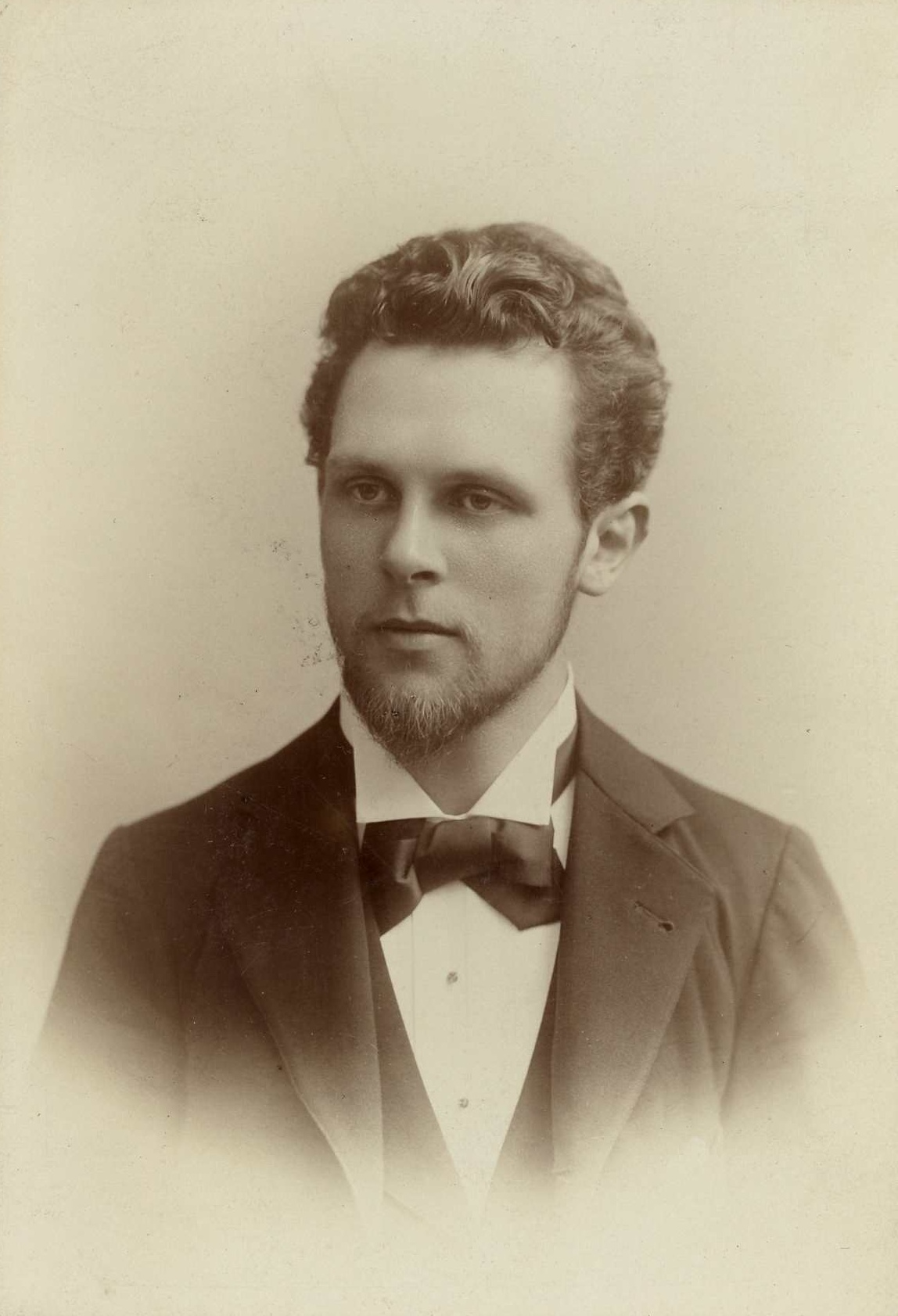

요셉 용건(Joseph Jongen, 1873년 12월 14일 ~ 1953년 7월 12일)은 벨기에의 작곡가이다.
그의 작품인 《현악 4중주곡 제1번》, 《피아노 3중주곡 제1번》은 각각 벨기에 왕립 아카데미상을 획득했고 칸타타 《코마라》는 1897년도 벨기에 모라 대상을 받았다. 제1차 세계대전으로 한때 영국으로 망명하였으나, 종전후 귀국하여 모교인 브뤼셀 음악원의 원장을 14년간 지냈다. 그 밖의 유명한 작품으로는 《오르간과 관현악을 위한 협주교향곡》, 《피아노와 목관을 위한 교향적 소품》 등이 있다. 한편 동생인 레온 용건도 작곡가이며, 형에 이어 브뤼셀 음악원장으로 있다.